# Michał Bąkiewicz
Michał Bogusław Bąkiewicz (Piotrków Trybunalski, 22 marzo 1981) è un ex pallavolista e allenatore di pallavolo polacco.
Allena il Klub Sportowy AZS Częstochowa Sportowa.

## Carriera
La carriera di Michał Bąkiewicz inizia a livello giovanile nel club federale dello SMS Rzeszów. Debutta a livello professionistico nella stagione 2000-01 col Klub Sportowy AZS Częstochowa Sportowa, classificandosi per tre volte al secondo posto nel campionato polacco. Nel 2001 fa il suo esordio nella nazionale polacca. Nella stagione 2003-04 passa al Klub Piłki Siatkowej Skra Bełchatów, mentre con la nazionale prende parte ai Giochi della XXVIII Olimpiade.
Dalla stagione 2004-05 alla 2006-07 milita in una formazione non di vertice, l'AZS UWM Olsztyn, a causa di un problema circolatorio alle mani, che rischia di mettere fine alla sua carriera; l'interessamento dell'allora allenatore della nazionale, Raúl Lozano, e la ricerca dei migliori specialisti in Italia, gli permettono di ritornare ai massimi livelli nel 2006, quando ritorna in nazionale ed è finalista al campionato mondiale, risultato premiato con il conferimento della Medaglia d'oro al merito civile.
Milita nuovamente per sei stagioni nel Klub Piłki Siatkowej Skra Bełchatów, vincendo quattro scudetti, tre edizioni della Coppa di Polonia ed una Supercoppa polacca. Con la nazionale vince il campionato europeo 2009, trionfo al quale segue il conferimento della Croce di Cavaliere dell'Ordine della Polonia Restituta; mentre nel 2011 si classifica al terzo posto alla World League, ultimo evento nel quale indossa la maglia della nazionale.
Nella stagione 2013-14 ritorna a giocare per il Klub Sportowy AZS Częstochowa Sportowa, ma è costretto a lasciare la squadra nel gennaio 2014, nuovamente a causa di guai fisici. Ritorna comunque al club di Częstochowa già nella stagione seguente, prima di annunciare il ritiro definitivo dalla pallavolo giocata il 3 dicembre 2014 ed il contestuale passaggio nello staff tecnico della stessa formazione. Il successivo 29 dicembre è promosso primo allenatore subentrando al tecnico slovacco Marek Kardoš.

## Palmarès
- Campionato polacco: 4

2007-08, 2008-09, 2009-10, 2010-11
- Coppa di Polonia: 3

2008-09, 2010-11, 2011-12
- Supercoppa polacca: 1

2012